# Draculoides brooksi
Espèce
Draculoides brooksi est une espèce de schizomides de la famille des Hubbardiidae.

## Distribution
Cette espèce est endémique du Gascoyne en Australie-Occidentale,. Elle se rencontre dans des cavités dans la chaîne du Cap.

## Description
Le mâle holotype mesure 5,8 mm.
La femelle décrite par Harvey, Berry, Edward et Humphreys en 2008 mesure 5,22 mm.

## Étymologie
Cette espèce est nommée en l'honneur de Darren Brooks.

## Publication originale
- Harvey, 2001 : New cave-dwelling schizomids (Schizomida: Hubbardiidae) from Australia. Records of the Western Australian Museum Supplement, vol. 64, p. 171-185.